# Барсело, Луис
Луис Барсело́ Ховер (1896 — 15 марта 1939) — военный деятель Республиканской армии во время Гражданской войны в Испании.

## Гражданская война в Испании
Профессиональный офицер испанской армии, он поддержал республиканское правительство во время гражданской войны в Испании. В 1936 году он имел звание майора. В июле 1936 года он был одним из офицеров, которые создали суды общей юрисдикции, чтобы судить офицеров повстанцев, захваченных после провала путча в Мадриде. В сентябре 1936 года он принял участие в осаде Алькасара. Позже он присоединился к Компартии Испании и возглавил 36-ю смешанную бригаду 4-й дивизии Модесто во Второй битве на дороге Корунна. Позже его повысили до полковника, а в июне 1937 года он был одним из республиканских командиров во время наступления у Сеговии. В 1939 году он был командиром 1-го корпуса Республиканской армии Центра.

### Переворот касадистов
5 марта 1939 года полковник Сехисмундо Касадо, офицер Республиканской армии, при поддержке секции ИСРП (Хулиан Бестейро), секции ВСТ (Венсеслао Каррильо), CNT (Сиприано Мера), генерала Мануэля Матальяны и секретной службы Республики (СИМ) сверг премьер-министра Хуана Негрина и учредил Совет национальной обороны (Consejo Nacional de Defensa), чтобы начать мирные переговоры с Франсиско Франко. Совет уволил коммунистов — командующих I, II и III корпусов армии Центра, в том числе и Барсело. Последний отверг полномочия Совета и 7 марта назначил себя командующим армией Центра, основав свою штаб-квартиру во дворце Пардо, и вступив со своими войсками в Мадрид, при поддержке II корпуса Буэно и III корпуса Ортеги, в результате чего началась короткая гражданская война между республиканскими силами. После нескольких дней кровопролитных боев он был побежден IV корпусом Сиприано Мера и сдался Совету 12 марта. 13 марта он и его комиссар Хосе Конеса были приговорены к смертной казни военным трибуналом и казнены на кладбище Альмудена.